# Theodoxus numidicus
Theodoxus numidicus es una especie de molusco gasterópodo de la familia Neritidae en el orden de los Archaeogastropoda.

## Distribución geográfica
Se encuentra en Argelia y Marruecos.